# Ясунт
Ясу́нт (рос. Ясунт) — присілок у складі Березовського району Ханти-Мансійського автономного округу Тюменської області, Росія. Входить до складу Саранпаульського сільського поселення.
Населення — 18 осіб (2010, 16 у 2002).
Національний склад станом на 2002 рік: мансі — 100 %.